# Kampene
Kampene este un oraș în  provincia Maniema, Republica Democrată Congo. În 2012 avea o populație de 15 801 de locuitori, iar în 2004 avea 12 000.